# Damian Jones
Damian William Jones, född 30 juni 1995 i Baton Rouge i Louisiana, är en amerikansk professionell basketspelare (C) som spelar för Cleveland Cavaliers i National Basketball Association (NBA). Han har tidigare spelat för Golden State Warriors, Atlanta Hawks, Phoenix Suns, Los Angeles Lakers, Sacramento Kings och Utah Jazz.
Jones var med och vinna NBA-mästerskapet, tillsammans med Golden State Warriors, för säsongerna 2016–2017 och 2017–2018.
Han draftades av Golden State Warriors i första rundan i 2016 års draft som 30:e spelare totalt.
Innan Jones blev proffs studerade han vid Vanderbilt University och spelade för deras idrottsförening Vanderbilt Commodores.